# Conchoecia lophura
Conchoecia lophura är en kräftdjursart som beskrevs av G. W. Müller 1906. Conchoecia lophura ingår i släktet Conchoecia och familjen Halocyprididae.

## Underarter
Arten delas in i följande underarter:
- C. l. lissoides
- C. l. lophura